# 塩江町
1. 塩江町（しおのえちょう）は、香川県高松市内の地名。→ 高松市を参照。
2. 塩江町（しおのえちょう）は、香川県香川郡に属していた（前項の地名と同地域の）町。本稿では、高松市への合併時点（2005年9月26日）までの記事・データ表情報を記載中のため、現在の情報については前項に示した高松市を参照。

塩江町（しおのえちょう）は、かつて香川県中南部にあった町である。香川郡に属した。2005年9月26日に高松市へ編入合併し、高松市塩江町となった。

## 地理
- 総面積80.10km2のうち84%が山林である峡谷型の町。
- 東西が10.5 km、南北が8.5 kmあり、町の南にある竜王山 (1059m) や大滝山 (946m) へ向かうにつれて標高が高くなる。町の中央には高松市周辺の水源、内場ダムがある。
- 耕地は香東川などの河川や山間部に沿って点在し、集落は主に香東川沿いの国道193号沿いと内場池南側に集中しているほか､山間部にも点在している。

### 人口
| \| 1960年（昭和35年） \| 6,739人 \| \| \| 1965年（昭和40年） \| 5,860人 \| \| \| 1970年（昭和45年） \| 5,301人 \| \| \| 1975年（昭和50年） \| 4,838人 \| \| \| 1980年（昭和55年） \| 4,598人 \| \| \| 1985年（昭和60年） \| 4,240人 \| \| \| 1990年（平成2年） \| 3,980人 \| \| \| 1995年（平成7年） \| 3,727人 \| \| \| 2000年（平成12年） \| 3,640人 \| \| \| 2005年（平成17年） \| 3,445人 \| \| \| 2010年（平成22年） \| 3,074人 \| \| \| 2015年（平成27年） \| 2,750人 \| \| |         |  |
| 総務省統計局 / 国勢調査（2015年） |         |  |
| 1960年（昭和35年） | 6,739人 |  |
| 1965年（昭和40年） | 5,860人 |  |
| 1970年（昭和45年） | 5,301人 |  |
| 1975年（昭和50年） | 4,838人 |  |
| 1980年（昭和55年） | 4,598人 |  |
| 1985年（昭和60年） | 4,240人 |  |
| 1990年（平成2年） | 3,980人 |  |
| 1995年（平成7年） | 3,727人 |  |
| 2000年（平成12年） | 3,640人 |  |
| 2005年（平成17年） | 3,445人 |  |
| 2010年（平成22年） | 3,074人 |  |
| 2015年（平成27年） | 2,750人 |  |

## 歴史
2005年9月26日に高松市へ合併したが、両市町の境界を跨ぐ道路は香川県道30号塩江屋島西線のみだった。ところが同線は合併当時、2004年の相次ぐ台風災害により境界前後で寸断されたままの状態で、復旧工事は行われていたが合併には間に合わず、隣接の香川町を通らないと両市町を行き来することができなかったため、同町と合併した2006年1月10日まで、事実上の飛地合併となっていた。

### 沿革
- 1956年（昭和31年）9月30日 - 香川郡塩江村・上西村・安原村が合併し塩江町が発足。
- 1956年（昭和31年）10月25日 - 大字東谷、大字安原下の一部が香川町に編入。
- 1963年（昭和38年）4月1日 - 町章を制定する[2]。
- 2005年（平成17年）9月26日 - 高松市に編入。

## 行政
- 廃止時の町長：中井弘

## 経済

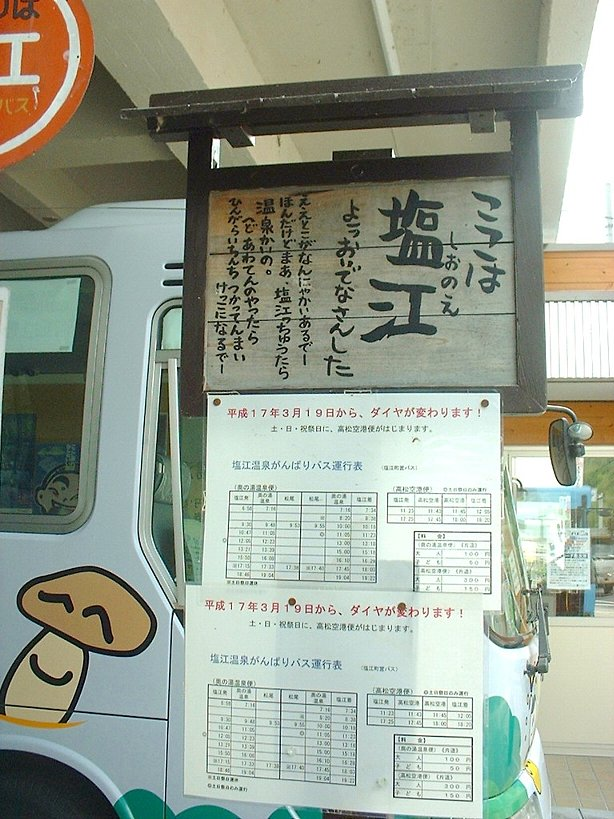
讃岐弁が記されたバス停

観光業がメインとなっていた。

### 金融機関
町内の民間金融機関は香川県農業協同組合（JA香川県）のみ。このうちATMがあるのは塩江支店のみで、町役場の店舗外ATMと併せて2つしかATMがない。町全体が奥地であるためか、香川県最大の地方銀行である百十四銀行もATMすら置いておらず、合併までは香川県で唯一同行のATMが存在しない自治体であった。ただし同行の場合、過去に遡れば塩江村時代の1930年（昭和5年）1月4日に南新町支店所属の塩江出張所が大字安原上東字徐ケ96番地1に開設されているが、2年足らずした1931年（昭和6年）12月28日に廃止されている。

## 教育
保育園
- 高松市立塩江保育所
- 高松市立安原保育所

幼稚園
- なし

小学校
- 高松市立上西小学校 (2015年まで)
- 高松市立塩江小学校
- 高松市立安原小学校 (2015年まで)
- 高松市立安原小学校戸石分校 (2001年から休校、2015年まで)

※ 2015年に高松市立塩江小学校(旧)、高松市立上西小学校、高松市立安原小学校を統合したため、現在、町内にある小学校は高松市立塩江小学校(新)だけである。
中学校
- 高松市立塩江中学校

高等学校
- なし
1961年までは香川県立香川高等学校（現・香川県立高松南高等学校）の塩江分校があった。

大学・短期大学
- なし

## 交通

### 空港
- 町内に空港はないが、近くに高松空港がある。車で約10分。バスで約15分。

### 鉄道路線
- かつて琴平電鉄塩江線が走っていたが不要不急線として廃止された。

### 道路
高速道路
- 町内にあるインターチェンジ：なし

一般国道
- 国道193号
- （国道377号）
- （国道492号）
377号・492号は町内全区間が193号との重複区間。

県道
- 香川県道7号美馬塩江線
- 香川県道30号塩江屋島西線
- 香川県道43号中徳三谷高松線

道の駅
- しおのえ

## 名所・旧跡・観光スポット・祭事・催事
- ホタルと文化の里
  - 高松市立美術館を中心に、多目的広場、陶芸工房、野外ステージ、ホタル水路などがあり、グランド夜間照明施設もある。
- 奥の湯温泉
  - 高齢者の健康増進・憩いの場として建設された温泉施設。塩江温泉郷とは離れた上西地区にある。
- 内場池野外運動緑地施設
  - 内場池周辺に広がる自然を活かした緑地公園。
- 奥の湯公園キャンプ場
  - 公園の中を川が流れるキャンプ場｡近くには奥の湯温泉がある。
- 行基の湯
  - 観光地塩江温泉郷にあり、観光客や地域住民が銭湯感覚で入浴できる温泉施設。道の駅しおのえと隣接していたが、合併後、高松市の塩江道の駅エリア再整備事業により、2026年の開業を目標に道の駅と温浴施設の複合観光施設を新設することになり、行基の湯は2023年5月8日に閉館することになった[4]。
- 大滝山県民いこいの森キャンプ場
  - 施設は県下で唯一、ブナの原生林が山頂近くに残る大滝山 (946m) の山麓にあり、数多く昆虫や野鳥などが生息している。場内には自然公園センターもある。
- さくら祭り
  - 道の駅近くを会場に毎年4月の上旬に開催される。
- ほたる祭り
  - 道の駅近くを会場に毎年6月の上旬に開催される。
- 温泉祭り
  - 美術館近くを会場に毎年8月の上旬に開催される。
- 大護摩
  - 道の駅近くを会場に毎年11月3日に開催される。
- やまびこ花火大会
  - 内場池近くを会場に毎年1月の上旬に開催される。

イベント・施設等の情報は合併後オフィシャルHPが運営されていないので、詳細は塩江インフォメーションセンターのHPを参照。
塩江温泉旅館飲食協同組合

## 地域
行政地名（町・字）は4大字を編成する。これは当町成立前の各大字（うち旧上西村は大字を編成していなかったたため旧村域を1大字として新設）を継承したものであり、当初は5大字が存在したが1956年（昭和31年）に町域の一部を隣接する香川町へ編入した際、大字安原下の一部のほか、大字東谷については全域が分離している。
地番は原則的に各大字を地番区域としているため、数字は各大字内を通して起番されているが、例外的に大字安原下では一部が第1号～第3号、大字上西では全域が十干（甲または乙）によって区切られており、それらの地域では地番の数字の前にその符号を冠して表示する。ただし、高松市への合併後は旧大字を継承した階層にその符号を含んだため、地番そのものには符号を含まない形に変更された。この変更は同様に地番に十干を用いる町丁（新田町、仏生山町、国分寺町福家）がある高松市内では例外的な措置である。なお、この階層構造の違いは小字の階層を跨ぐに留まるため、小字を含まない住所表記ではその影響を受けず、符号（第1号～第3号、甲、乙）の位置関係は同一である。
| 町丁字 コード | 名称         | よみ                        | 下位地名 | 郵便番号 | 旧自治体 | 合併後                                                             |
| ------------- | ------------ | --------------------------- | -------- | --- | -------- | ------------------------------------------------------------------ |
| 1             | 大字安原下   | おおあざ やすはらしも       | 小字     | 761-1504 761-1501（地番に第1号を冠する区域） 761-1502（地番に第2号を冠する区域） 761-1503（地番に第3号を冠する区域） 761-1615（字上小田・字炭谷） | 安原村   | 塩江町安原下 塩江町安原下第1号 塩江町安原下第2号 塩江町安原下第3号 |
| 2             | 大字安原上   | おおあざ やすはらかみ       | 小字     | 761-1611 | 塩江村   | 塩江町安原上                                                       |
| 3             | 大字安原上東 | おおあざ やすはらかみひがし | 小字     | 761-1612 | 塩江村   | 塩江町安原上東                                                     |
| 4             | 大字上西     | おおあざ かみにし           | 小字     | 761-1613（地番に甲を冠する区域） 761-1614（地番に乙を冠する区域）                                                                                 | 上西村   | 塩江町上西甲 塩江町上西乙                                          |